# 오늘의 아스카 쇼
《오늘의 아스카 쇼》(일본어: 今日のあすかショー 교노 아스카 쇼[*])는 모리 타이시에 의한 일본의 만화 작품이다.  《월간! 스피리츠》(쇼가쿠칸)에서 2009년 10월호부터 2013년 9월호까지 연재되었다. 단행본은 전 4권. 화수 표기는 '○막'(○幕め).
저자의 다섯 번째 작품의 만화 작품이다. 조금 천연인 여자 중학생을 주인공으로, 일상을 그려가는 쇼트 스토리 작품이다. 1회의 게재 당 기본 9페이지로의 구성되어 있다. 기본적으로 1화 완결이지만, 가끔 이어진 이야기가 들어가 있다. 극중에서는 주인공의 색기(色氣) 신이 많이 담겨있다.

## 줄거리
쿄우노 아스카는 예쁘지만 극도로 우둔한 고등학생으로, 자신도 모르게 당황스럽고 에로틱한 테마의 상황에 빠지는 요령이 있다.

## 등장인물
쿄우노 아스카(京野あすか)
성우 - 노토 아리사
본 작품의 주인공. 중학교 3학년. 금발에 가까운 따뜻한 색계의 롱 헤어로 구성된 귀여운 외모와 천연으로 호기심이 강한 성격이다. 매우 변한 감성으로 주위의 사람을 괴롭히는 행동을 해서 휘젓는다. 아이스크림을 베어 먹는 것을 부끄러워하거나, 공원에서 꽁냥꽁냥하고 있는 커플을 가만히 관찰하거나, 아버지의 직업의 영향도 있는 것일까 야한 것에 관한 지식이나 흥미도 있는 것 같다.
아버지
성우 - 후지와라 케이지
아스카의 아버지. 직업은 카메라맨. 여자아이의 부끄러운 포즈나 대단한 포즈를 찍고 있다는 묘사가 있기 때문에 성인계의 카메라맨이라고 생각된다. 직업상이나 딸에게는 그러한 방향의 길로 나아가고 싶지 않다고 생각하고 있는 것 같고 엄하게 다루려고 하고 있는 것 같지만, 아스카의 터무니 없는 행동을 보는 한 별로 성공하지 않은 것 같다.
어머니
아스카의 어머니. 고인. 생전은 남편으로부터 걱정되고 있었을 정도의 병약이며, 컨디션이 좋은 날에 어린 아스카를 데리고 나간 도중에 갑자기 컨디션이 무너져 쓰러져 얼마 지나지 않아 죽었다.
사와다 마오(沢田麻央)
성우 - 후루카와 카오리
아스카를 좋아하는 후배.

## 서지 정보
- 모리 타이시 《오늘의 아스카 쇼》 쇼가쿠칸 〈빅 코믹스 스페셜〉, 전 4권
  1. 2010년 8월 12일 발매[3], ISBN 978-4-09-183459-1
  2. 2011년 9월 30일 발매[4], ISBN 978-4-09-184109-4
  3. 2012년 9월 28일 발매 ISBN 978-4-09-184717-1
    - 플러스 앤 코믹스 ISBN 978-4-09-159127-2

  4. 2013년 9월 30일 발매 ISBN 978-4-09-185490-2

## 애니메이션
《월간! 스피리츠》 2012년 8월호에서 애니메이션화가 발표되었다.
2012년 8월 3일부터 스마트폰용 동영상 서비스 '비디오 마켓'으로 송출하는 애니메이션이다. 제1화는 무료로 제2화 이후는 유료.
2012년 9월 28일 발매의 코믹 제3권 DVD 첨부 한정판에는 제1화부터 제5화까지를 수록. 또한 2013년 3월 20일부터 7월 31일까지 AT-X에서 방송되었다.
2014년 3월 26일에 워너 홈 비디오에서 Blu-ray Disc (전 2권)가 발매.

### 스태프
- 원작 - 모리 타이시
- 감독·캐릭터 디자인·총작화 감독 - 쿠도 마사시
- 시리즈 디렉터·그림 콘티·연출 - 진보 마사토
- 작화 감독 - 키노시타 유우키, 사토 코이치, 우지이에 요시히로, 사카모토 타카시
- 색채 설계 - 오카 료코
- 미술 감독 - 키가사와 사치코
- 촬영 감독 - 아사노 히로아키
- 편집 - 츠보네 켄타로
- 포맷 편집 - 키무라 카츠히로
- 음향 감독 - 와타나베 준
- 녹음 조정 - 우치다 나오츠구
- 음향 효과 - 이와타니 코우키
- 음향 제작 - HALF HP STUDIO
- 음악 - 키쿠야 토모키
- 음악 제작 - 란티스
- 애니메이션 제작 - SILVER LINK.
- 제작 - 오늘의 아스카 쇼 제작위원회

### 주제가
엔딩 테마 〈거의 건전 소녀 선언〉
작사 - 하타 아키 / 작곡·편곡 - 와카바야시 미츠루 / 노래 - 쿄우노 아스카(노토 아리사)

### 각화 리스트
| 화수   | 부제            | 공개일         |
| ------ | --------------- | -------------- |
| 제1화  | 팬티            | 2012년 8월 3일 |
| 제2화  | 수영복          | 8월 27일       |
| 제3화  | 아이스캔디      | 9월 7일        |
| 제4화  | 선행            | 9월 14일       |
| 제5화  | 고백            | 9월 21일       |
| 제6화  | 기상            | 9월 28일       |
| 제7화  | 꽃가루 알레르기 | 10월 5일       |
| 제8화  | 우산            | 10월 12일      |
| 제9화  | 아르바이트      | 10월 19일      |
| 제10화 | 가챠 가챠       | 10월 26일      |
| 제11화 | 혼욕            | 11월 2일       |
| 제12화 | 공부            | 11월 9일       |
| 제13화 | I컵             | 11월 16일      |
| 제14화 | 땀              | 11월 23일      |
| 제15화 | 지각            | 11월 30일      |
| 제16화 | 목욕탕          | 12월 7일       |
| 제17화 | 절분            | 12월 14일      |
| 제18화 | 탁쿤            | 12월 21일      |
| 제19화 | 스카우트        | 12월 28일      |
| 제20화 | 공원            | 2013년 1월 5일 |